# Liste des souverains d'Urbin
Ancienne possession pontificale, le fief d'Urbino est créé en 1155 par Frédéric Barberousse et concédé à Antoine Ier de Montefeltro (it) lorsqu'il mate une révolte contre l'empereur à Rome. Ce noble, issu de la lignée des comtes de Carpegna, qui a déjà été investi comte du Montefeltro, vers 1150, par cet empereur. Il est fait vicaire impérial.

## Vicaire impérial

Armes familiales des Montefeltro : bandé d'or et d'azur, au chef d'or chargé d'une aigle bicéphale de sable, becquée, membrée et couronnée d'or.

- 1155-vers 1184 : Antoine Ier de Montefeltro (it) (mort vers 1184), vicaire impérial.
- Vers 1184-1226 : pas de feudataire.

## Comtes d'Urbino
- 1226-1242 : Bonconte Ier de Montefeltro (1165-1242) et Taddeo (it) (vers 1180-1251), petits-fils du précédent, 1ers comtes.
- 1242-1251 : Taddeo Ier de Montefeltro, seul comte.
- 1251-1252 : Montefeltrano II (it) (mort en 1255), fils de Bonconte Ier, 2e comte destitué en 1252.
- 1252-1255 : podestat de Montefeltrano II.
- 1255-1286 : Guido da Montefeltro (1223-1298), fils du précédent, 3e comte[2].
- 1286-1295 : contrôle papal.
- 1295-1298 : Guido da Montefeltro.
- 1298-1305 : contrôle papal.
- 1305-1322 : Frédéric Ier de Montefeltro (mort en 1322), 4e comte, fils du précédent.
- 1322-1323 : contrôle papal.

Le titre de comte d'Urbin ne sera plus attribué

## Seigneurs d'Urbino
- 1323-1364 : Nolfo Ier (ca. 1290-1364), vicaire impérial en 1348, vicaire pontifical en 1355, fils du précédent ;
- 1364-1369 : Antoine II (1348-1404), Nolfo II (NC) et Galasso (it) (NC), tous trois petits-fils du précédent ;
- 1369-1376 : contrôle papal ;
- 1376-1404 : Antoine II, vicaire pontifical en 1390 ;
- 1404-1443 : Guidantonio da Montefeltro (1377-1443), vicaire pontifical en 1404, fils du précédent.

## Ducs d'Urbino

### Maison de Montefeltro
- 1443-1444 : Oddantonio II (1427-1444), 1er duc, vicaire pontifical, fils du précédent ;
- 1444-1482 : Frédéric III (1422-1482), connu comme Frédéric de Montefeltro, vicaire pontifical puis 2e duc en 1444, frère naturel légitimé du précédent ;
- 1485-1508 : Guidobaldo Ier (1472-1508), fils du précédent.

de 1502 à 1506 le duché est envahi et occupé par César Borgia.

### Maison della Rovere

Armes des ducs d'Urbino de la famille della Rovere : Tiercé en pal : le I, coupé du Saint-Empire et de Montefeltro, le II, aux insignes de Vicaire pontifical, le III, coupé, au a, della Rovere et, au b, parti de 3 : au 1, d'Árpád, au 2, d'Aragon-Sicile, au 3, de Jérusalem, au 4, d'Aragon.

- 1508-1538 : François-Marie Ier (1490-1538), neveu et fils adoptif du précédent.

de 1516 à 1519, le duché est envahi et occupé par Laurent II de Médicis.
- 1538-1574 : Guidobaldo II (1514-1574), fils du précédent ;
- 1574-1625 : François-Marie II (1549-1631).

de 1621 à 1623, le duché est gouverné par Frédéric Ubaldo (1605-1623), fils de François-Marie II.
Après [1624], le duché est rattaché aux États pontificaux.